# Jan Henne
Jan Margo Henne, później Hawkins (ur. 11 sierpnia 1947 w Oakland) – amerykańska pływaczka. Wielokrotna medalistka olimpijska z Meksyku.
Startowała w stylu klasycznym, trenowała także waterpolo. Na krótko przed igrzyskami zdecydowała się na zmianę stylu na dowolny i awansowała do reprezentacji. W Meksyku zdobyła cztery medale, w tym na 100 i 200 m kraulem. 
W 1979 roku została wprowadzona do International Swimming Hall of Fame.